# Seschmet
Seschmet gehört in der ägyptischen Mythologie zum Kreis der Totengottheiten. Nahe verwandt mit ihr ist Seschmut als leitende Schlangengottheit der Toten, weshalb beide Göttinnen manchmal miteinander verschmelzen.
Seschmet ist Mitglied der Göttinnen im Buch vom Tag und repräsentiert die zweite Tagesstunde, die noch vor Sonnenaufgang mit dem Verblassen der Himmelskörper beginnt. Sie leitet gemeinsam mit Re die Verstorbenen zu den geheimen Orten im Duat, wo sie zusätzlich als Schutzgöttin der Verstorbenen für eine sichere Überfahrt in der Barke auf dem Gewässer der Unterwelt sorgt. Auch gilt sie als Trägerin der Sterne des Dekans Saseschmu: „Seschmet, die Re im Gefolge hat, trägt Saseschmu in sich“.
Ikonografisch wird Seschmet menschengestaltig mit Sonnenscheibe und Stern dargestellt.